# Gara Arad Vest
Gara Arad Vest este o stație de cale ferată care deservește Arad, județul Arad, România.